# Schlacht von Roslin
Schlachten des Ersten Schottischen Unabhängigkeitskrieges

Berwick – Dunbar – Stirling Bridge – Falkirk – Roslin – Stirling Castle – Methven – Dalry – Glen Trool – Loudoun Hill – Inverurie – Brander – Perth – Bannockburn – Berwick – Berwick – Myton – Byland – Weardale
Schlachten des Zweiten Schottischen Unabhängigkeitskrieges

Kinghorn – Dupplin Moor – Annan – Berwick – Halidon Hill – Boroughmuir – Culblean – Neville’s Cross
Die Schlacht von Roslin war eine Schlacht im ersten schottischen Unabhängigkeitskrieg. Sie fand am 24. Februar 1303 bei Roslin südlich von Edinburgh statt. Eine schottische Armee unter Simon Fraser und John Comyn, Lord of Badenoch besiegte eine englische Armee unter John Seagrave, 2. Baron Seagrave.

## Vorgeschichte
Nachdem ein groß angelegter Feldzug nach Schottland keine Entscheidung gebracht hatte, schloss der englische König Eduard I. im Januar 1302 einen befristeten Waffenstillstand mit Schottland. John de Soules, der bisherige schottische Guardian reiste im Herbst 1302 mit einer Gesandtschaft nach Frankreich, um den französischen König um weitere Unterstützung zu bitten. Sein Nachfolger als Führer des schottischen Widerstands wurde John Comyn of Badenoch. Als der Waffenstillstand im November 1302 auslief, hatten die Engländer noch keinen neuen Feldzug vorbereitet. Der König berief sein Heer erst für Mai 1303 für einen neuen Feldzug ein. Nach schottischen Angriffen im Januar 1303 befahl der englische König, dass John Seagrave, sein Statthalter in Schottland, zur Vergeltung eine Chevauchée in die schottisch kontrollierten Gebiete westlich von Edinburgh führen sollte. Die Engländer wollten dabei bis nach Kirkintilloch vorstoßen.

## Beteiligte Streitkräfte
Die Angaben über die Truppenstärken variieren stark. Gesichert ist, dass Seagrave seine Streitmacht in drei Bataillone aufteilte, möglicherweise, um ein größeres Gebiet plündern zu können. Das erste Bataillon wurde von ihm selbst, das zweite von Ralph Manton und das dritte von Robert Neville und William Latimer geführt. Während Neville und Latimer adlige Ritter waren, war Manton als Cofferer of the Wardrobe einer der wichtigsten Beamten der englischen Besatzungsmacht. Der Armee gehörten neben englischen Rittern und Soldaten wahrscheinlich auch viele Schotten an, die loyal auf englischer Seite kämpften. Angeblich soll sie insgesamt 30.000 Mann stark gewesen sein, was jedoch wie bei vielen mittelalterlichen Zahlenangaben als völlig übertrieben gilt. Nach den erhaltenen Soldlisten verfügte Seagrave im südöstlichen Schottland über 53 men-at-arms in Berwick und über 38 men-at-arms in Roxburgh. Der König hatte angeordnet, dass die Expedition beritten sein sollte, so dass der Streitmacht wahrscheinlich keine Fußsoldaten angehörten.
Über die schottische Streitmacht ist nur bekannt, dass sie ebenfalls beritten war und unter dem Kommando von John Comyn und Simon Fraser stand. Nach den älteren Angaben soll die Armee zwischen 8000 und 10.000 Mann umfasst haben, was ebenfalls als stark übertrieben gilt.

## Verlauf der Schlacht
Die von Seagrave geführte Expedition traf zunächst auf wenig Widerstand. Manton soll am 22. Februar zwei Späher nach Linlithgow geschickt haben, wo eine schottische Streitmacht einen Peel tower belagerte. Andererseits glaubten die Engländer, dass die Schotten sich wie bei den letzten Feldzügen nicht zur offenen Schlacht stellen würden. Als die Engländer das etwa 8 km von Edinburgh entfernte Roslin erreichten, errichtete jedes der englischen Bataillone ein eigenes Lager. Das Gebiet, wo die Engländer ihre Lager aufschlugen, war aufgrund des hügeligen Terrains, das von tief eingeschnittenen, teils bewaldeten Bachläufen durchschnitten war, sehr unübersichtlich. Die schottischen Truppen brachen von Biggar aus auf und erreichten nach nächtlichem Ritt Roslin. Als sie das Lager des von Seagrave geführten englischen Bataillons erreichten, griffen sie sofort an. Vermutlich hatten sie nicht erkannt, dass sie nur einen Teil der englischen Armee vor sich hatten. Nachdem sie durch den überraschenden Angriff das englische Bataillon besiegt hatten, glaubten die Schotten offenbar, dass sie die gesamte englische Armee besiegt hatten. Eine Reihe von Engländern, darunter der schwer verwundete Seagrave, war gefangen genommen worden. Überlebende des schottischen Angriffs sollen aber das zweite englische Bataillon gewarnt haben. Dieses erschien kampfbereit auf dem Schlachtfeld, als die Schotten bereits mit der Verteilung der Beute begonnen hatten. Nach anderen Angaben rückten die Schotten weiter vor und trafen dabei auf die Engländer. In einem erbitterten Kampf konnten sie die Engländer besiegen und auch das zweite englische Lager stürmen. Nun erst soll das dritte englische Bataillon erschienen sein, das sein Lager wohl in einiger Entfernung aufgeschlagen hatte. Comyn und Fraser erkannten, dass ein Rückzug die Schotten in eine gefährliche Situation bringen würde, da sowohl ihre Truppen wie auch ihre Pferde abgekämpft und müde waren. Mit Mühe konnten sie die schottischen Truppen in einen erneuten Kampf führen, wobei sie aber weiterhin siegreich blieben. Nach einigen Angaben sollen die Schotten zuvor ihre Gefangenen ermordet haben, was aber wohl nicht zutrifft, denn Seagrave konnte von Robert Neville befreit werden. Simon Fraser soll den tödlich verwundeten Manton noch scharf getadelt haben, da er trotz seines geistlichen Standes eine Rüstung trug und angeblich den englischen König betrogen hätte. Über die weiteren Verluste gibt es keine verlässlichen Angaben, doch vermutlich erlitten beide Seiten größere Verluste. Angeblich soll auch Robert Neville gefallen sein, der jedoch tatsächlich erst 1319 starb.

## Folgen und Nachwirkung
In faktisch drei Schlachten konnten die Schotten einer zahlenmäßig überlegenen englischen Armee eine schwere Niederlage beibringen. Durch die Rettung von Seagrave konnten die Engländer nur knapp eine katastrophale Niederlage verhindern. Der Erfolg stärkte die schottische Moral und die Entschlossenheit, weiter gegen die englische Besatzung zu kämpfen. Er ermunterte aber auch den englischen König, selbst einen neuen Feldzug nach Schottland zu führen, um den schottischen Widerstand zu brechen. Aufgrund der spärlichen Quellenlage ist der Umfang und die Bedeutung der Schlacht unklar. Zum Teil wird der Sieg der Schotten überhöht, während die Schlacht von englischer Seite kaum erwähnt wird. Möglicherweise wurden auch zeitgenössische schottische Schilderungen von Robert the Bruce unterdrückt. Dieser hatte zum Zeitpunkt der Schlacht noch auf englischer Seite gestanden und wollte später als König die Verdienste von John Comyn schmälern, den er 1306 ermordet hatte.
Einige Flurnamen, wie der Bach Kill Burn, der rot vor Blut gewesen sein soll, und Shinbanes Field, wo sich vielleicht ein Massengrab befand, sollen auf die Schlacht zurückzuführen sein. 1994 errichteten Freiwillige der Roslin Heritage Society einen Cairn zur Erinnerung an die Schlacht.